# 下莫乔拉德
下莫乔拉德，是匈牙利巴兰尼亚州所辖的一个村。总面积13.00平方公里，总人口356，人口密度27.4人/平方公里（2011年1月1日）。